# Nannoglanis
Nannoglanis is een monotypisch geslacht van straalvinnige vissen uit de familie van de antennemeervallen (Heptapteridae).

## Soort
- Nannoglanis fasciatus Boulenger, 1887